# سيتروين سي 5
| سيتروين سي 5 - سيتروين سي 5 | سيتروين سي 5 - سيتروين سي 5     |
| --------------------------- | ------------------------------- |
|                             |                                 |
| ملخص                        |                                 |
| الصانع                      | سيتروين                         |
| إنتاج                       | 2001-20172000-2021 (الصين)2021– |
| الجسم والشاسيه              |                                 |
| فصل                         | سيارة عائلية كبيرة (د)          |
| تخطيط                       | محرك أمامي، دفع أمامي           |
| التسلسل الزمني              |                                 |
| السلف                       | سيتروين إكس إمسيتروين زانتيا    |
| خليفة                       | دي سي 9                         |

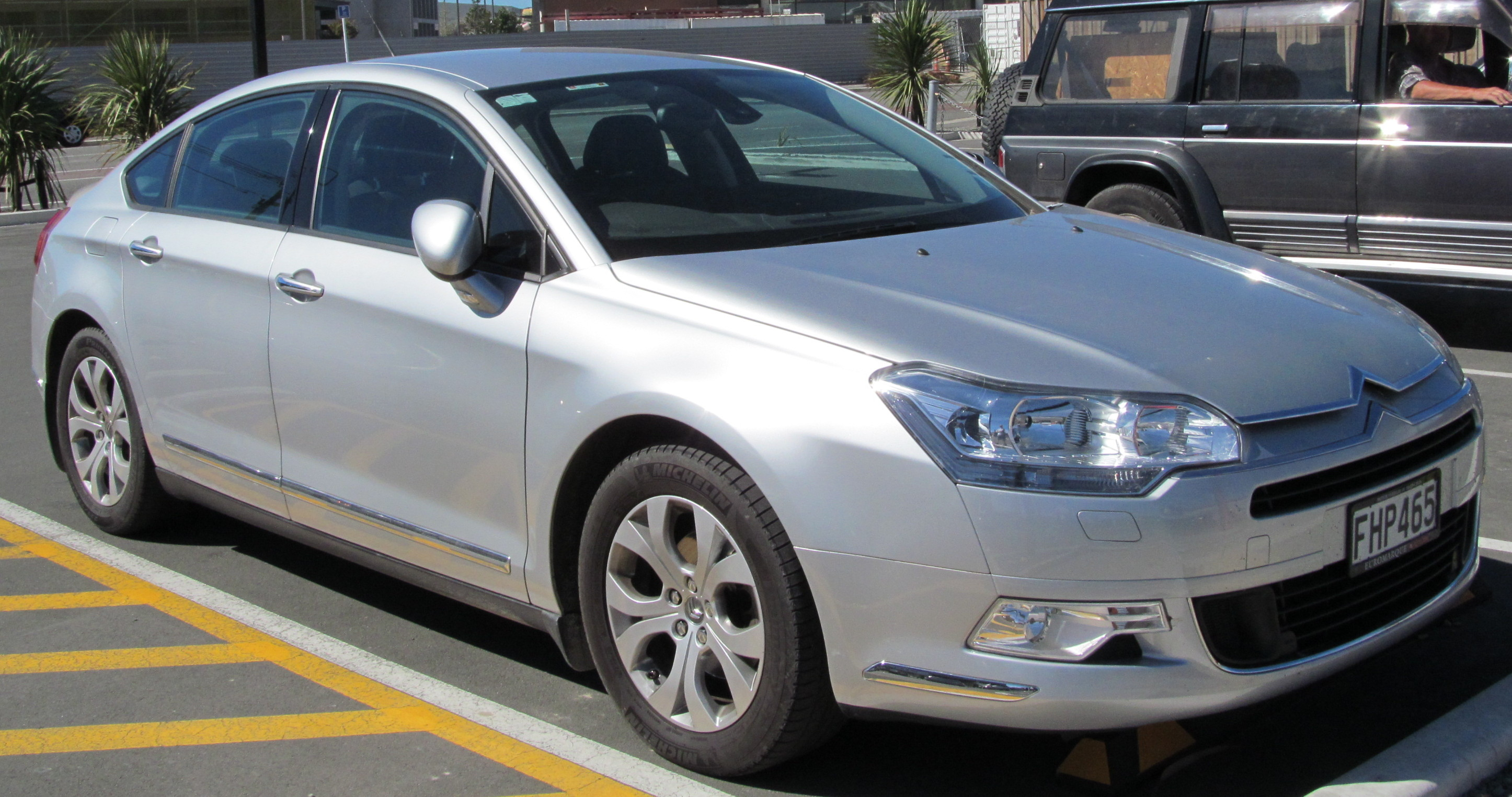

سيتروين سي 5 (بالإنجليزية: Citroën C5)‏، هي سيارة عائلية كبيرة من إنتاج الشركة الفرنسية سيتروين، ويتم إنتاجها مند مارس 2001. استبدلت سيتروين زانتيا في صنف السيارات العائلية الكبيرة، وهي حاليا في جيلها الثاني. ظهر طراز الجيل الثالث لأول مرة في يونيو 2016، وأصبح معروضا للبيع في يونيو 2017.
ستروين سي 5 هي سيارة عائلية كبيرة أنتجتها الشركة الفرنسية ستروين من مارس 2001 حتى فبراير 2017، في جيلين. حلت محل سيتروين إكسانتيا، في فئة السيارات العائلية الكبيرة، وهي أول سيارة سيتروين حديثة تحمل تسمية «سي إكس» والتي كانت تستخدم سابقاً من قبل أسلافها، سي4 وسي6 من عام 1930. ومن المتوقع إطلاق الجيل الثالث في عام 2021.

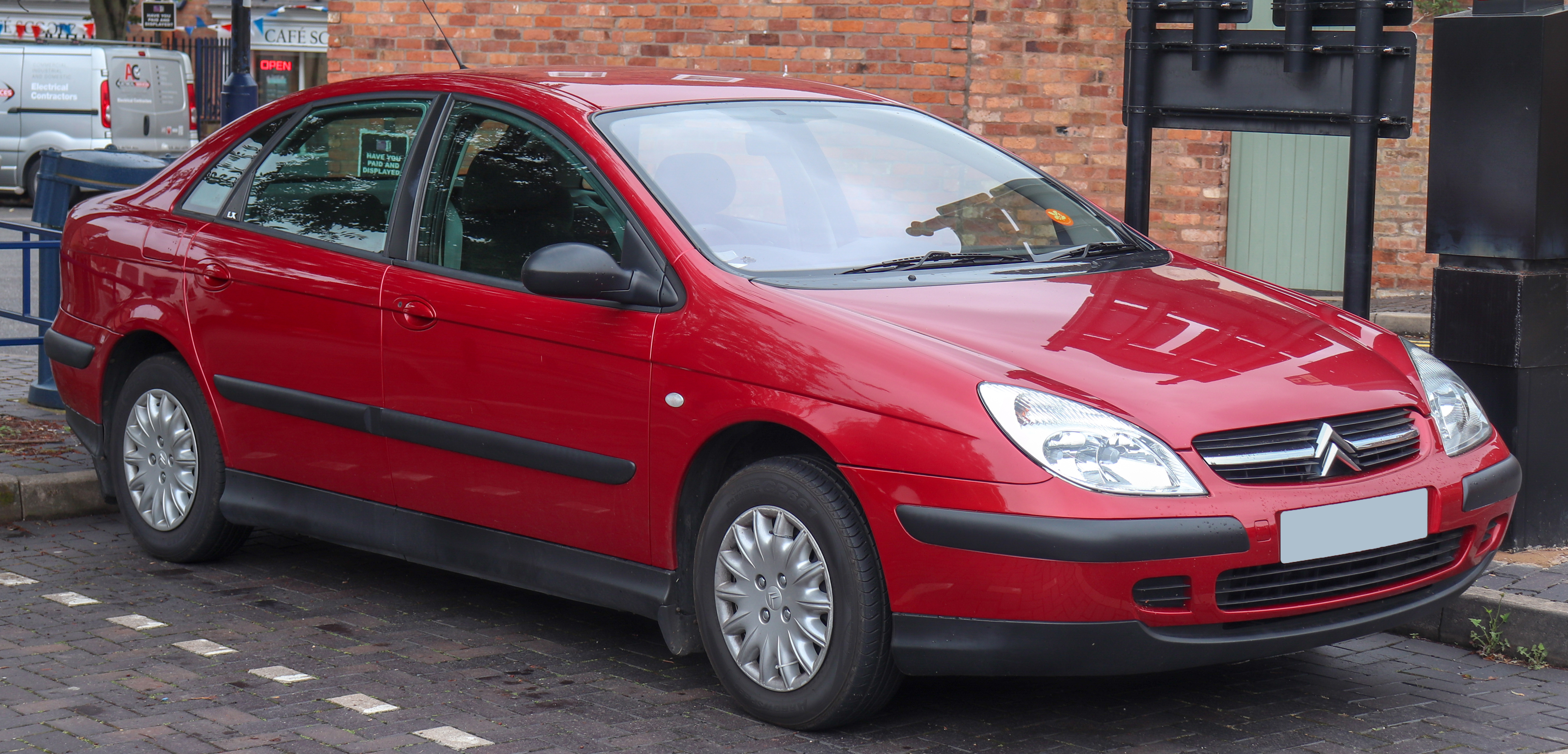

| الجيل الأول (د.س.د.ي) | الجيل الأول (د.س.د.ي)                                                                                |
| --------------------- | --- |
|                       | |
| ملخص                  | |
| إنتاج                 | 2001-2007                                                                                            |
| المجسم                | فرنسا: رين ( مصنع رين )                                                                              |
| الجسم والشاسيه        | |
| نمط الجسم             | عربة 5 أبواب \ هاتشباك 5- أبواب                                                                      |
| منصة                  | باس PF3                                                                                              |
| متعلق ب               | سيتروين سي 6بيجو 407                                                                                 |
| مجموعة نقل الحركة     | |
| محرك                  | - البنزين: - 1.8 لتر I4 - 2.0 لتر I4 - 3.0 لتر V6.0 - الديزل: - 1.6 لتر I4 - 2.0 لتر I4 - 2.2 لتر I4 |
| توصيل                 | 5 سرعات يدوي6 سرعات يدوي4 سرعات أوتوماتيكي6 سرعات أوتوماتيكي                                         |
| أبعاد                 | |
| قاعدة العجلات         | 2750 مم (108.3 بوصة)                                                                                 |
| طول                   | 4,745 ملم (186.8 بوصة) (خلفي)4,839 ملم (190.5 بوصة) (عربة)                                           |
| عرض                   | 1,770 مم (69.7 بوصة)                                                                                 |
| ارتفاع                | 1,476 مم (58.1 بوصة) (رفع)1,511 مم (59.5 بوصة) (عربة)                                                |

## الجيل الأول

### د.س-د.ي 2001-2007
كان الجيل الأول من سي 5 متاحاً على شكل هاتشباك بخمسة أبواب أو أنماط ملكية بخمسة أبواب فقط. على عكس سابقاتها، كانت سي 5 عبارة عن هاتشباك بتصميم ثلاثي الصناديق وفتحة. هذا النموذج يخفي في الواقع الفتحة، لذا فإن ستروين عكست تماماً فلسفة التصميم من عصر الصالون فاست باك من روبرت أوبرون. بدأ الإنتاج في نهاية عام 2000. وبدأت المبيعات في المملكة المتحدة في أبريل 2001.
جاءت القوة من محركات بنزين 1.8 و2.0 لتر على التوالي - 4 و3.0 لتر V6، وكذلك محركات ديزل ذات حقن مباشر 1.6 و2.0 و2.2 لتر. وكان الجيل الأول سي 5 هو آخر جيل من سيارات ستروين تم تطويره تحت رئاسة جاك كالفيت (1982-1999).  
كان لدى سي 5 تطوير إضافي لنظام التعليق المائي الهوائي من سيتروين، والذي يسمى الآن هايدراكتيف 3.
كان التغيير الرئيسي في هذا النظام هو استخدام المستشعرات الإلكترونية لتحل محل مصححات الارتفاع الميكانيكية التي شوهدت في جميع السيارات المائية الهوائية السابقة. سمح ذلك لجهاز الكمبيوتر المعلق بالتحكم تلقائياً في ارتفاع الركوب: عند السرعة العالية، يتم خفض التعليق لتقليل السحب وعند السرعات المنخفضة على الطرق الوعرة، يتم رفع ارتفاع الركوب.
تم الاحتفاظ بالتحكم اليدوي في ارتفاع الركوب، على الرغم من تجاوزه بواسطة الكمبيوتر إذا تم قيادة السيارة بسرعة غير مناسبة للارتفاع المحدد. تتميز بعض السيارات أيضاً بصلابة القيادة التي يتم التحكم فيها بواسطة الكمبيوتر، والتي تسمى هايدراكتيف 3+.
في كسر كبير مع تقاليد ستروين، لم تعد الفرامل والتوجيه مدعومين بنفس النظام الهيدروليكي مثل التعليق، لكن التوجيه المعزز استخدم نفس سائل إل دي سي مع المضخة الخاصة به.  لقد تم التكهن أن المحرك الأساسي لذلك كان تكلفة تطوير توزيع قوة الفرامل الإلكترونية للنظام، عندما كان لدى مجموعة باس بالفعل تنفيذ للفرامل التقليدية.
قد يكون العامل الآخر هو الطبيعة شديدة الاستجابة لمكابح سيتروين «التقليدية»، والتي وجد البعض صعوبة في التكيف معها في السيارات الأخرى التي تعمل بالهواء المضغوط، على الرغم من شعور البعض بأنها متفوقة.

### شد الواجهة
في سبتمبر 2004، خضعت سي 5 لعملية شد واجهة رئيسية (نهايات أمامية وخلفية جديدة؛ نفس القسم المركزي) لجعلها تتماشى مع مظهر ستروين سي 4 الجديدة. تم إطالة هاتشباك من 4618 ملم (181.8 بوصة) إلى 4745 ملم (186.8 بوصة) والعربة من 4.755 ملم (187.2 بوصة) إلى 4840 ملم (190.6 بوصة). أيضاً، حصلت هذه النسخة الجديدة على مصابيح أمامية دوارة.
يعمل نظام التعليق هايدراكتيف على تحسين جودة الركوب، ويحافظ على توازن السيارة، ويمكّن السيارة من القيادة على ثلاث عجلات إذا كان أحد الإطارات مسطحاً.
التعليق مشتق من التعليق المائي الهوائي المستخدم في خمسينيات القرن الماضي سيتروين دس سي.
تغيرات في الارتفاع باستخدام نظام التعليق المائي حتى 15 مم (0.6 بوصة) في الأمام و 11 مم (0.4 بوصة) في الخلف.
انتهى الإنتاج في ديسمبر 2007، مع رقم الإنتاج النهائي 720,000. في المملكة المتحدة، من 2001 إلى 2004، تم بيع 45502 موديل من السيارة.

### المحركات
| محرك                          | الإزاحة                 | قوة - الطاقة                                              | عزم الدوران                                          | السرعة القصوى                      | 0-62 ميل في الساعة (100 كم / ساعة) (ثانية) |
| ----------------------------- | ----------------------- | --------------------------------------------------------- | ---------------------------------------------------- | ---------------------------------- | ------------------------------------------ |
| 1.8 لترEW7 I4                 | 1749 سم مكعب (106 بوصة) | 115 حصان (85 كيلوواط، 113 حصان) عند 5500 دورة في الدقيقة  | 160 نيوتن متر (118 رطل قدم) عند 4000 دورة في الدقيقة | 122 ميل في الساعة (196 كم / ساعة)  | 11.1                                       |
| 1.8 لتر EW7 I4 أوتوماتيكي     | 1749 سم مكعب (106 بوصة) | 115 حصان (85 كيلوواط، 113 حصان) عند 5500 دورة في الدقيقة  | 160 نيوتن متر (118 رطل قدم) عند 4000 دورة في الدقيقة | 122 ميل في الساعة (196 كم / ساعة)  | 11.3                                       |
| 2.0 لتر EW10 I4               | 1997 سم مكعب (121 بوصة) | 136 حصان (100 كيلوواط، 134 حصان) عند 6000 دورة في الدقيقة | 190 نيوتن متر (140 رطل قدم) عند 4100 دورة في الدقيقة | 129 ميل في الساعة (208 كم / ساعة)  | 9.8                                        |
| 2.0 لتر EW10 I4               | 1997 سم مكعب (121 بوصة) | 140 حصان (103 كيلوواط، 138 حصان) عند 6000 دورة في الدقيقة | 192 نيوتن متر (142 رطل قدم) عند 4000 دورة في الدقيقة | 130 ميل في الساعة (209 كم / ساعة)  | 9.6                                        |
| 2.0 لتر EW10 I4 ف.ف.ت         | 1997 سم مكعب (121 بوصة) | 143 حصان (105 كيلوواط، 141 حصان) عند 6000 دورة في الدقيقة | 200 نيوتن متر (148 رطل قدم) عند 4000 دورة في الدقيقة | 130 ميل في الساعة (209 كم / ساعة)  | 9.1                                        |
| 3.0 لتر ES9 V6                | 2946 سم مكعب (179 بوصة) | 207 حصان (152 كيلوواط، 204 حصان) عند 6000 دورة في الدقيقة | 285 نيوتن متر (210 رطل قدم) عند 3750 دورة في الدقيقة | 144 ميلاً في الساعة (232 كم / ساعة) | 9.7                                        |
| 3.0 لترES9 V6 ف.ف.ت           | 2946 سم مكعب (179 بوصة) | 211 حصان (155 كيلوواط، 208 حصان) عند 6000 دورة في الدقيقة | 290 نيوتن متر (214 رطل قدم) عند 3750 دورة في الدقيقة | 143 ميل في الساعة (230 كم / ساعة)  | 8.6                                        |
| 1.6 لتر DV6 د.أتش.آي ديزل I4  | 1560 سم مكعب (95 بوصة)  | 109 حصان (80 كيلوواط، 108 حصان) عند 4000 دورة في الدقيقة  | 240 نيوتن متر (180 رطل قدم) عند 1750 دورة في الدقيقة | 118 ميل في الساعة (190 كم / ساعة)  | 11.3                                       |
| 2.0 لتر DW10 د.أتش آي ديزل I4 | 1997 سم مكعب (121 بوصة) | 90 حصان (66 كيلو واط، 89 حصان) عند 4000 دورة في الدقيقة   | 205 نيوتن متر (151 رطل قدم) عند 1900 دورة في الدقيقة | 112 ميل في الساعة (180 كم / ساعة)  | 13.1                                       |
| 2.0 لتر DW10 د.أتش آي ديزل I4 | 1997 سم مكعب (121 بوصة) | 109 حصان (80 كيلوواط، 108 حصان) عند 4000 دورة في الدقيقة  | 250 نيوتن متر (184 رطل قدم) عند 1750 دورة في الدقيقة | 119 ميل في الساعة (192 كم / ساعة)  | 11.3                                       |
| 2.0 لتر DW10 د.أتش آي ديزل I4 | 1997 سم مكعب (121 بوصة) | 136 حصان (100 كيلوواط، 134 حصان) عند 4000 دورة في الدقيقة | 320 نيوتن متر (236 رطل قدم) عند 2000 دورة في الدقيقة | 127 ميل في الساعة (204 كم / ساعة)  | 9.8                                        |
| 2.2 لتر ديزل DW12 د.أتش.آي I4 | 2179 سم مكعب (132 بوصة) | 133 حصان (98 كيلوواط، 131 حصان) عند 4000 دورة في الدقيقة  | 314 نيوتن متر (232 رطل قدم) عند 2000 دورة في الدقيقة | 127 ميل في الساعة (204 كم / ساعة)  | 10,5                                       |
| 2.2 لتر ديزل DW12 د.أتش.آي I4 | 2179 سم مكعب (132 بوصة) | 170 حصان (125 كيلوواط، 168 حصان) عند 4000 دورة في الدقيقة | 400 نيوتن متر (295 رطل قدم) عند 1750 دورة في الدقيقة | 138 ميل في الساعة (222 كم / ساعة)  | 8.5                                        |

### المعرض

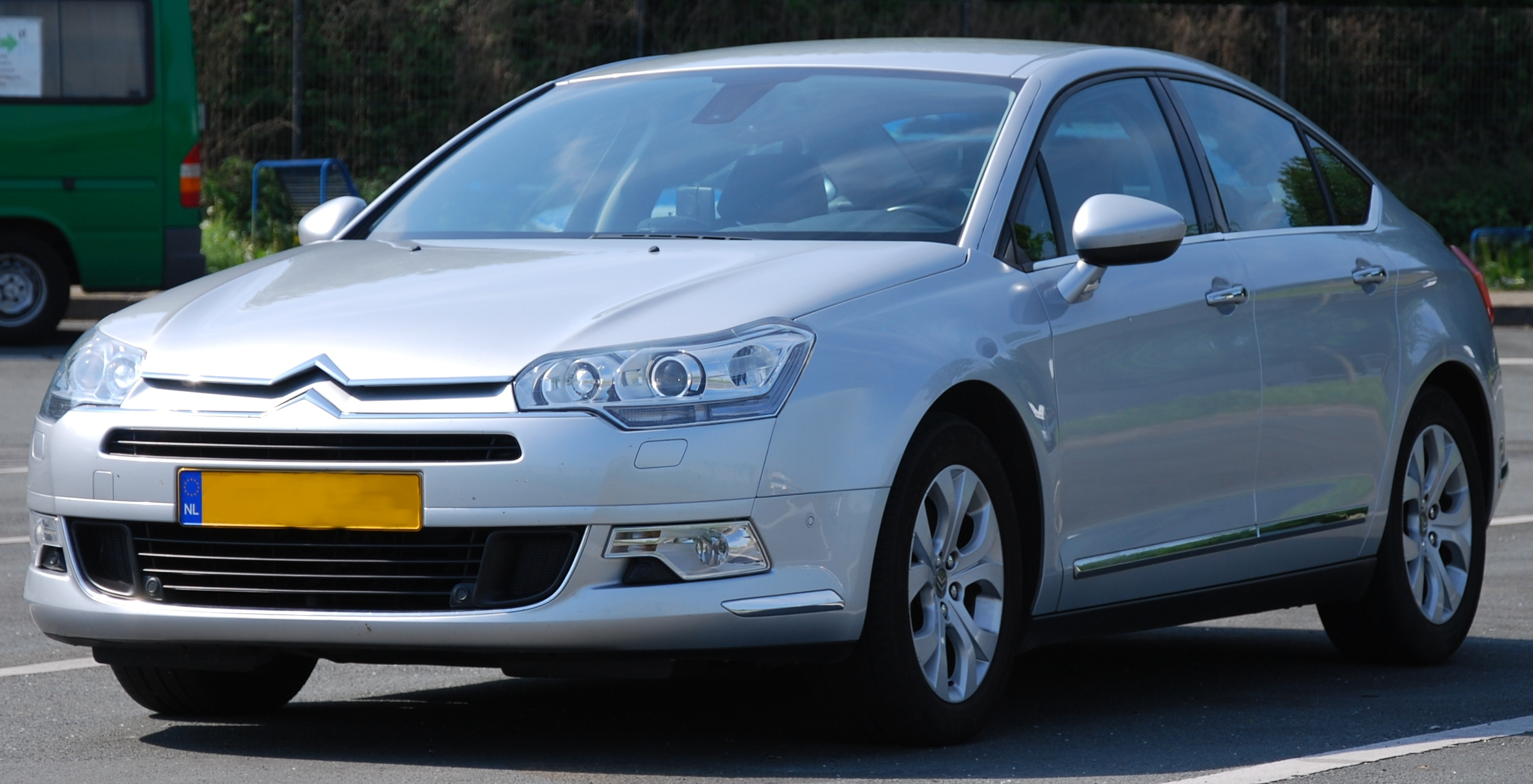
سيتروين سي 5 إتش دي آي بعد شد الواجهة
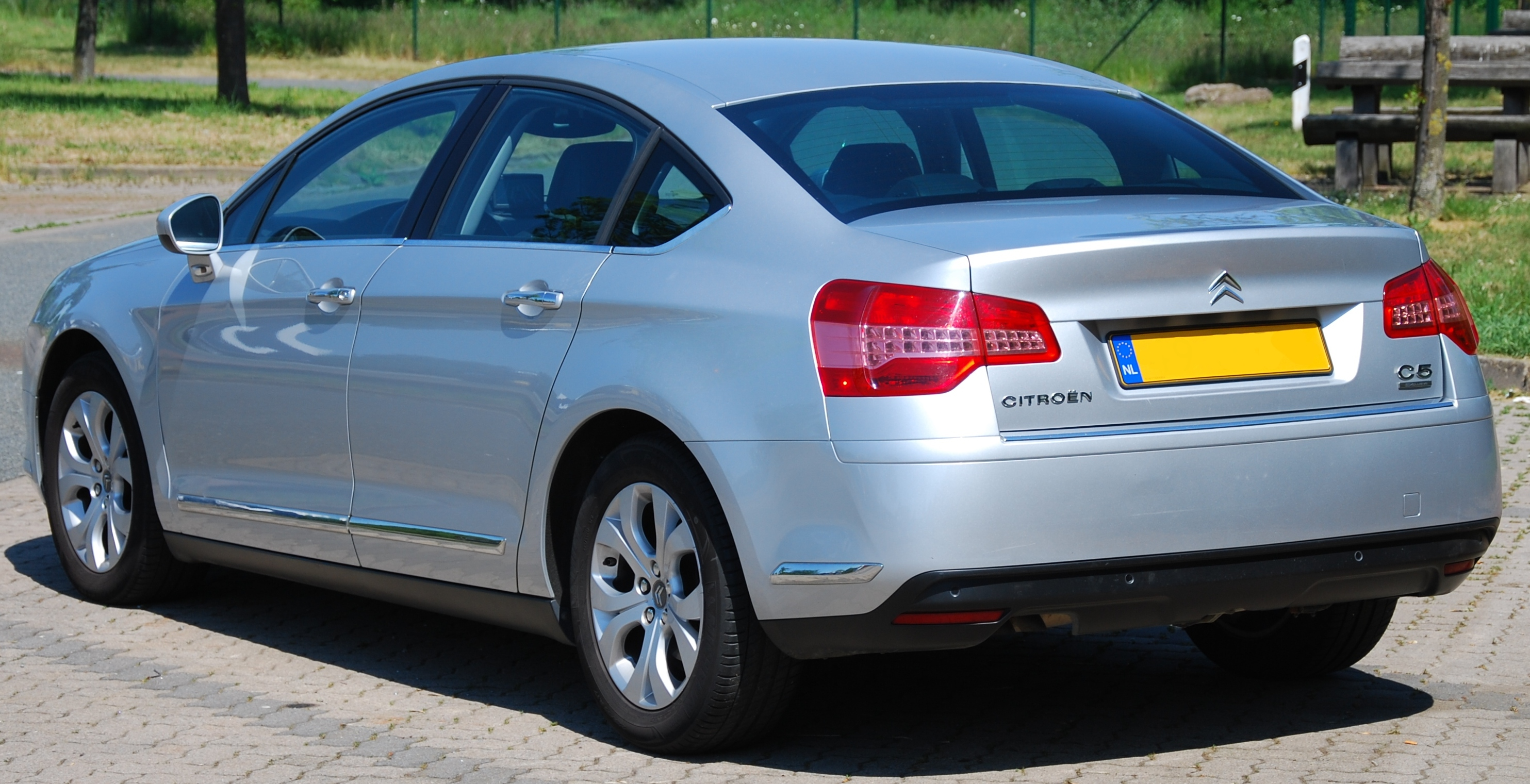
سيتروين سي 5 إتش دي آي بعد شد الواجهة
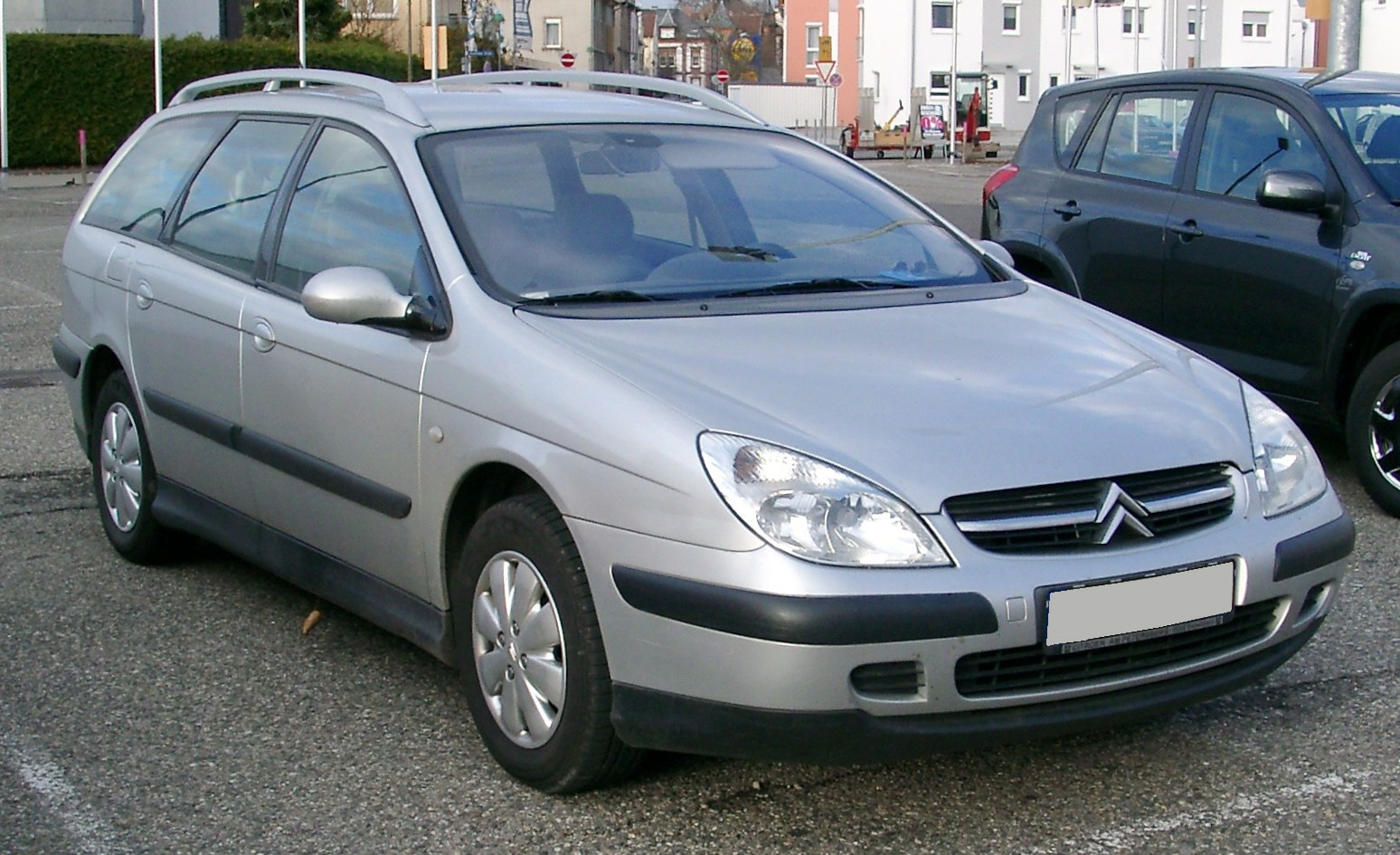
سيتروين سي 5 إتش كومبي بعد شد الواجهة

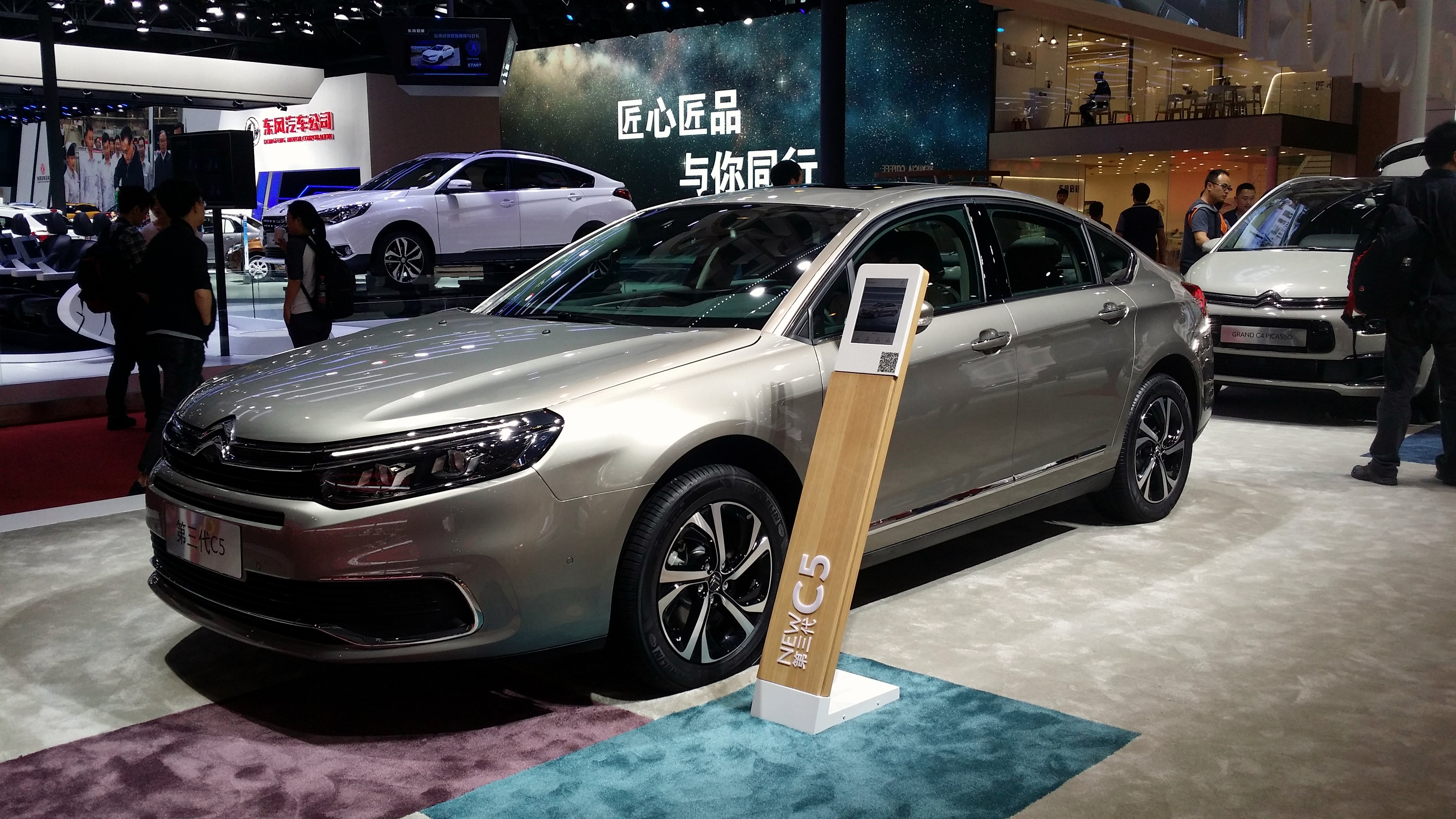

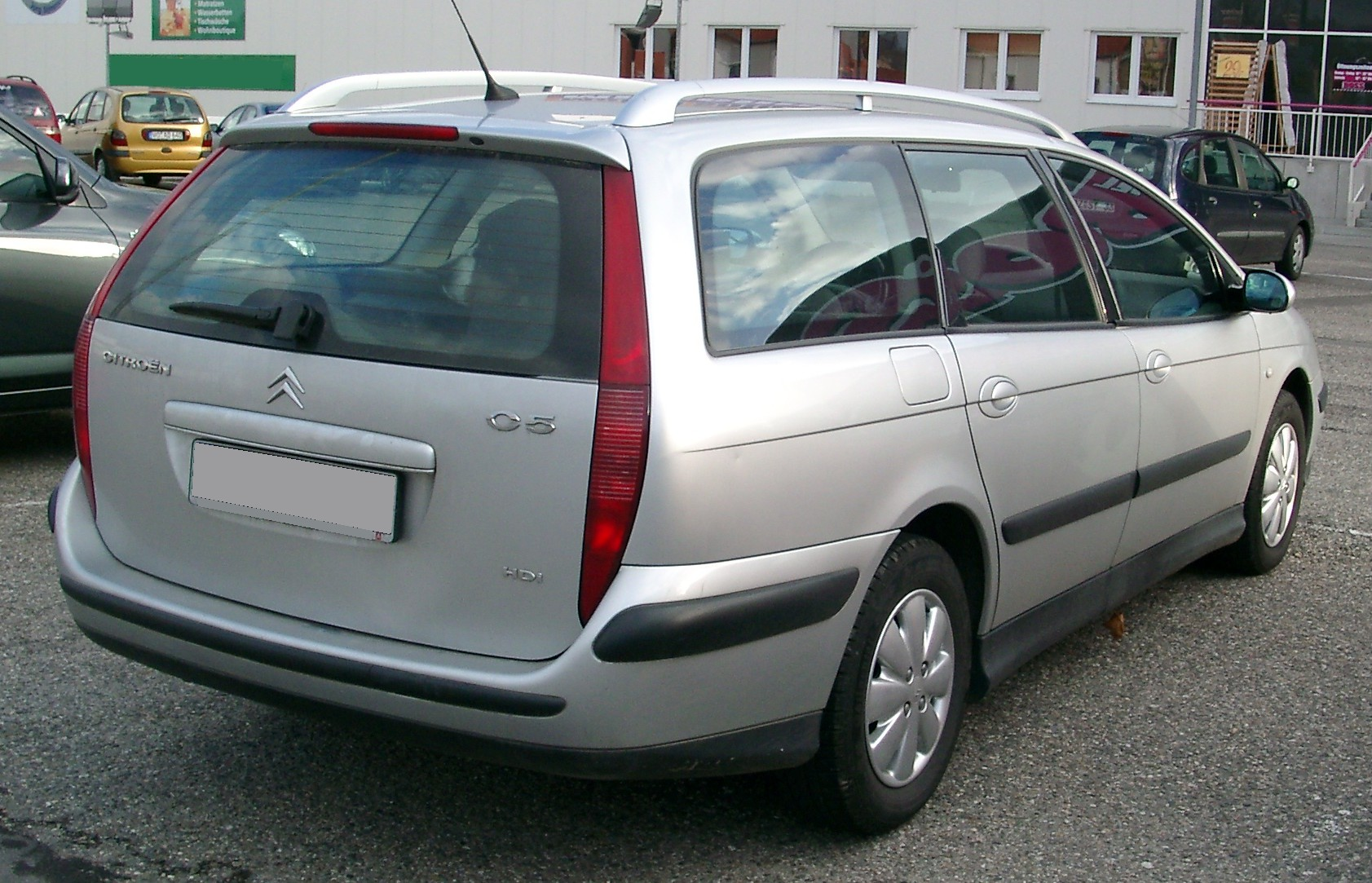
سيتروين سي 5 إتش كومبي بعد شد الواجهة
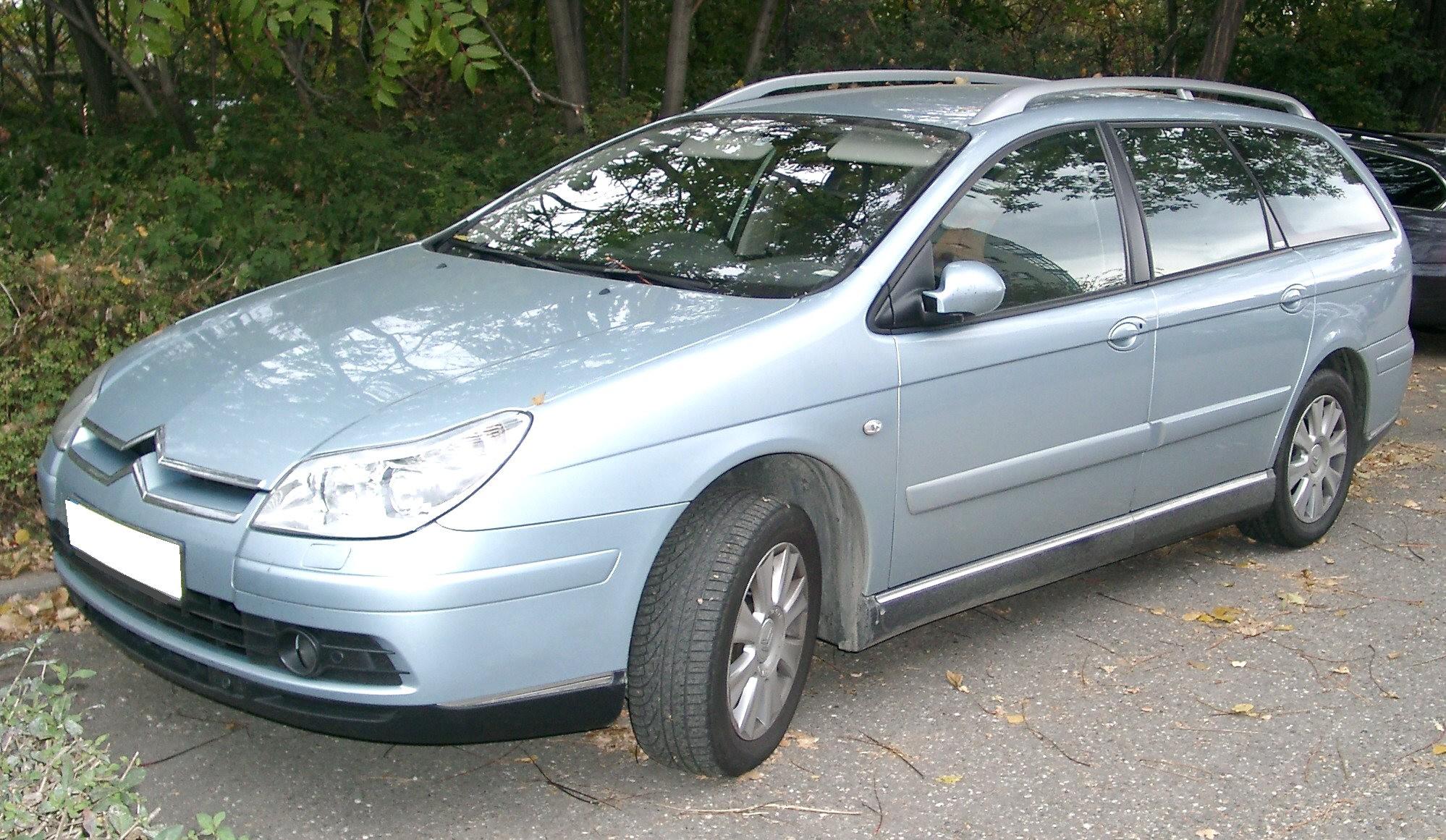
سيتروين سي 5 إتش كومبي بعد شد الواجهة
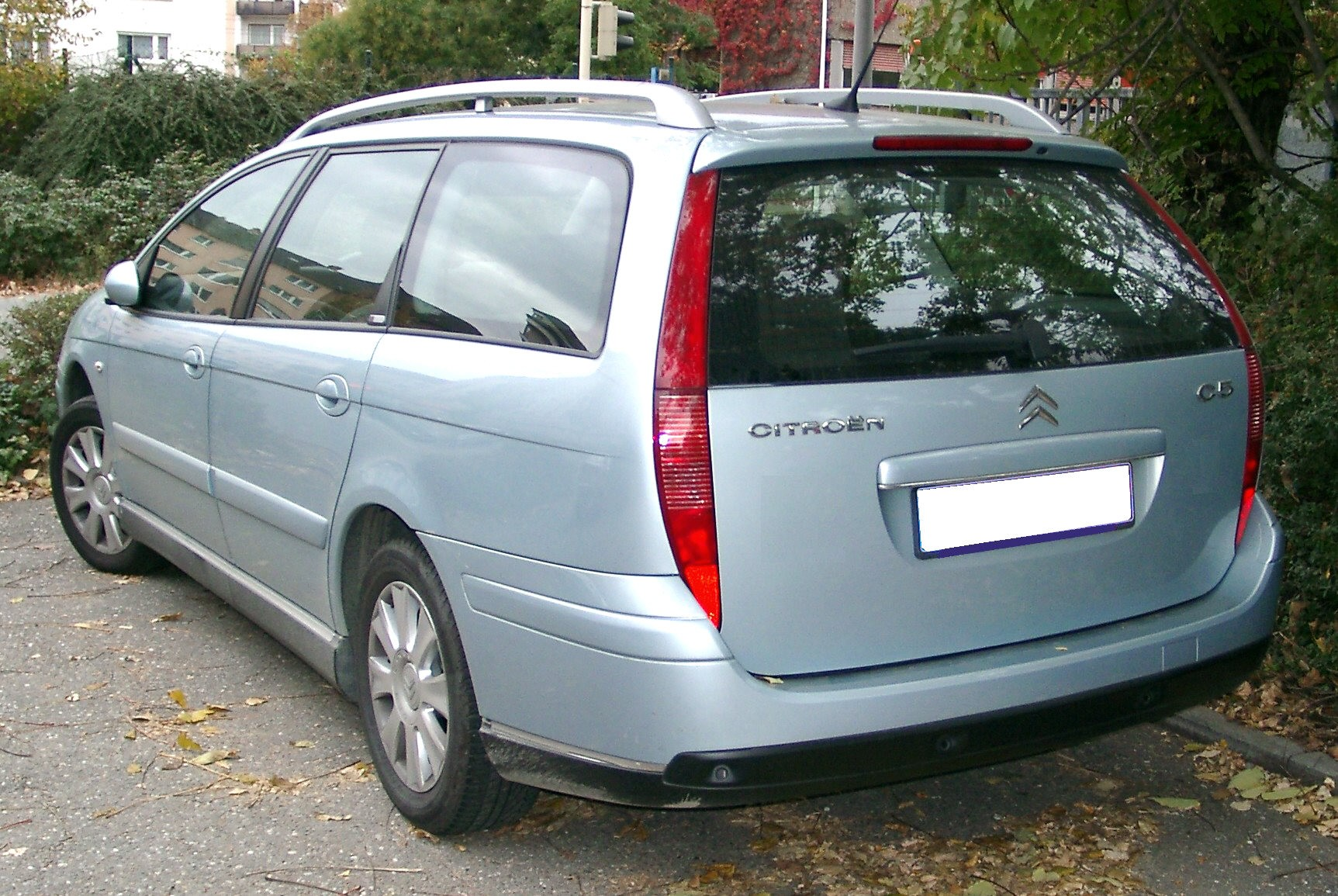
سيتروين سي 5 إتش كومبي بعد شد الواجهة

| الجيل الثاني (ر.د.ت.د) | الجيل الثاني (ر.د.ت.د) |
| ملخص                   | ملخص |
| ---------------------- | --- |
| إنتاج                  | 2007-20172008-2021 (الصين) |
| المجسم                 | فرنسا: رين (مصنع رين)الصين: ووهان (دونغفنغ باس ) |
| الجسم والشاسيه         | |
| نمط الجسم              | عربة 4 أبواب سيدان5 أبواب |
| منصة                   | منصة باس PF3 |
| متعلق ب                | بيجو 508 |
| مجموعة نقل الحركة      | |
| محرك                   | 1.8 لتر I4 (بنزين)2.0 لتر I4 (بنزين)1.6 لتر I4 (بنزين)2.3 لتر I4 (بنزين)3.0 لتر V6 (بنزين)1.6 لتر I4 (ديزل)2.0 لتر I4 (ديزل)2.2 لتر I4 (ديزل)2.7 لتر V6 (ديزل)3.0 لتر V6 (ديزل) |
| توصيل                  | 5 سرعات يدوي6 سرعات يدوي6 سرعات أوتوماتيكي |
| أبعاد                  | |
| قاعدة العجلات          | 2,814 مم (110.8 بوصة) |
| طول                    | 4,778 ملم (188.1 بوصة) (سيدان)4829 ملم (190.1 بوصة) (عربة) |
| عرض                    | 1,852 مم (72.9 بوصة) |
| ارتفاع                 | 1,455 ملم (57.3 بوصة) (سيدان)1,471 ملم (57.9 بوصة) (عربة) |

## الجيل الثاني

### ر.د-ت.د 2007-2017
تم الكشف رسمياً عن الجيل الثاني سي 5 في بداية عام 2008، ولا يحتفظ بهيكل هاتشباك، بدلاً من كونه سيارة صالون عادية بثلاثة صناديق ذات شكل إيروديناميكي. ومع ذلك، غالباً ما يتم انتقاد هذا الجيل الثاني، لا سيما من قبل عشاق سيتروين الأساسيين، بسبب تصميمه الخارجي الشبيه بالألمانية، مما يجعله يبدو أشبه بصالون ألماني، أكثر من كونه فرنسياً.
أعطى سي 5 إيرسكاب، الذي تم تقديمه في معرض فرانكفورت للسيارات في سبتمبر 2007، نظرة مستقبلية على الجيل الثاني سي 5.
تم إطلاقه في فبراير 2008، مع إصدار ستات التالي في مايو 2008، ويتلقى اسم السيارة السياحية.  
وفازت سيارة سي 5 هذه بجائزة سيارة العام الأيرلندية سمبيرت لعام 2009، فضلاً عن حصولها على جائزة السيارة اليابانية لعام 2008-2009.
تم تقديم الجيل الثاني في 15 يناير 2008، وكان العرض العالمي الأول له في معرض بروكسل للسيارات.
يتوفر الجيل الثاني مع الينابيع التقليدية، بالإضافة إلى نظام التعليق الهيدروليكي ومحرك فورد AJD-V6 / باس DT17 سعة 2.7 لتر من سيتروين سي 6.
في عام 2009، تم استبدال 2.7 لتر بوحدة محدثة 3.0 لتر والتي، على الرغم من تقديمها المزيد من الطاقة، فقد حسنت من استهلاك الوقود والانبعاثات.
في عام 2010، تم استبدال محركات 2.0L إتش دي آي 140 و2.2L إتش دي آي 173 بمحرك 2.0L إتش دي آي 160، متزاوج مع ناقل حركة أوتوماتيكي أو يدوي بست سرعات لتتوافق مع يورو 5. وبالمثل، 2.0 لتر 16V 143 حصان؛ تم استبدال محرك البنزين بـ 1.6 لتر 155حصان، من دي سي 3 المتزاوج إلى ناقل حركة يدوي من ست سرعات.
في عام 2011، خضعت سي 5 لعملية تجميل خفيفة، مع بعض التغييرات التجميلية، مثل مصابيح إل إي دي. تمت إضافة ثلاثة محركات إلى المجموعة المكونة من محركي ديزل، 2.0 لتر 160 حصان إتش دي آي، و2.2 لتر 200 حصان إتش دي آي بالإضافة إلى محرك بنزين، 1.6 لتر 120 حصان في تي آي.
في يوليو 2012، خضعت سي 5 لعملية تجميل أخرى خفيفة، مع بعض التغييرات التجميلية، مثل شارة شيفرون الأكثر نعومة، وشارات سي 5 المعدلة، وشبكة شيفرون أكثر ليونة وفقاً لـ سي 4 المحدثة مؤخراً، وشارات حصرية على  الجوانب أمام الأبواب الأمامية. بالنسبة إلى الحصرية منها، تم أيضاً تغيير رأس راديو جي بي أس على متن الطايرة إلى وحدة ماي واي التي تتميز باتصال بلوتوث كامل وواجهة يو أس بي وآي بود.
في مايو 2016، تم سحب سي 5 رسمياً في المملكة المتحدة، بسبب المبيعات المخيبة للآمال البالغة 17105 منذ عام 2008.
في عام 2015، تم بيع 237 سيارة فقط، وهو أقل رقم منذ إطلاق السيارة. هذا بالمقارنة مع مبيعات 6549 في فرنسا خلال عام 2015. ومع ذلك، قد يكون هذا بسبب إطلاق النموذج في بداية الأزمة المالية في عام 2008، فضلا عن زيادة الطلب على نماذج كروس أوفر.
يشترك في نفس دعائم سيترو أندرن سي 6، التي توقفت منذ ذلك الحين، غالباً ما يشار إلى هذا الجيل من سي 5 أيضاً باسم «إكس7». ويلاحظ أنه في هذه السيارات يتم استخدام كيانين تقنيين، النظام الهيدروليكي وتصميم عظم الترقوة المزدوج، بالتزامن.

### إي تتش
إي تتش يتألف من حزمة من الخدمات بما في ذلك مكالمات الطوارئ والمساعدة، وتقترح سيتروين إي تتش أيضاً دليل صيانة افتراضياً، وخدمة إيكو درايفينغ يمكن الوصول إليها عبر منطقة ماي سيتروين الشخصية على الويب.  للمكالمات، يعمل سيتروين إي تتش بشكل مستقل تماماً.
النظام مزود بوحدة جي بي أس وبطاقة الهاتف دون الحاجة إلى خطة اتصال وغير محدودة بمرور الوقت.
تتميز المركبات بزرين، "SOS" لمكالمات الطوارئ (يتم تشغيل المكالمة تلقائياً في حالة الاصطدام) و«وشيفرون مزدوجة» لمكالمات المساعدة.
تقدم مكالمة الطوارئ خدمات الطوارئ للعملاء بشكل أسرع، لضحايا الحوادث والمارة على حد سواء. هاتان الخدمتان مجانيتان ومتوفرتان في أي وقت.
في الصين، تم إعادة تصميم سي 5 بشكل كبير في عام 2017، بينما انتهى الإنتاج رسمياً في أوروبا.  
منذ مارس 2017، لم يعد بإمكان الصالون قيد طلب الشراء. ومع ذلك، بقيت السياحية وكروس السياحية قابلين للتكوين مرة أخرى.

### المحركات
| محرك              | الإزاحة      | قوة                                | السرعة القصوى                     | 0–62 ميل في الساعة (0–100 كم / ساعة) (ثانية) | الاقتصاد (لتر / 100 كم) | انبعاثات ثاني أكسيد الكربون (جم / كم) |
| ----------------- | ------------ | ---------------------------------- | --------------------------------- | -------------------------------------------- | ----------------------- | ------------------------------------- |
| 1.8 لتر I4        | 1749 سم مكعب | 125 حصانًا (93 كيلو واط، 127 حصان)  | 125 ميل في الساعة (201 كم / ساعة) | 11.0                                         | 6.57                    | 188                                   |
| 1.6 لتر I4        | 1598 سم مكعب | 120 حصانًا (89 كيلو واط، 122 حصان)  | 117 ميل في الساعة (188 كم / ساعة) | 12.2                                         | 6.2                     | 144                                   |
| 2.0 لتر I4        | 1997 سم مكعب | 140 حصانًا (104 كيلوواط، 142 حصان)  | 129 ميل في الساعة (208 كم / ساعة) | 9.7                                          | 7.00                    | 198                                   |
| 1.6 لتر I4        | 1598 سم مكعب | 154 حصانًا (115 كيلوواط، 156 حصان)  | 130 ميل في الساعة (209 كم / ساعة) | 8.6                                          | 6.69                    | 153                                   |
| 3.0 لتر V6.0      | 2946 سم مكعب | 211 حصانًا (157 كيلوواط، 214 حصان)  | 139 ميل في الساعة (224 كم / ساعة) | 9.2                                          | 10.50                   | 248                                   |
| 1.6 لتر ديزل I4   | 1560 سم مكعب | 109 حصاناً (81 كيلوواط، 111 حصان)   | 119 ميل في الساعة (192 كم / ساعة) | 12.2                                         | 4.67                    | 149                                   |
| 1.6 لتر ديزل I4   | 1560 سم مكعب | 109 حصاناً (81 كيلوواط، 111 حصان)   | 120 ميل في الساعة (193 كم / ساعة) | 11.6                                         | 4.6                     | 120                                   |
| 2.0 لتر ديزل I4   | 1997 سم مكعب | 136 حصانًا (101 كيلو واط، 138 حصان) | 127 ميل في الساعة (204 كم / ساعة) | 10.6                                         | 4.99                    | 157                                   |
| 2.0 لتر ديزل I4   | 1997 سم مكعب | 140 حصانًا (104 كيلوواط، 142 حصان)  | 127 ميل في الساعة (204 كم / ساعة) | 10.6                                         | 5.7                     | 139                                   |
| 2.0 لتر ديزل I4   | 1997 سم مكعب | 161 حصاناً (120 كيلو واط، 163 حصان) | 130 ميل في الساعة (209 كم / ساعة) | 9.1                                          | 5.29                    | 139                                   |
| 2.2 لتر ديزل I4   | 2179 سم مكعب | 170 حصانًا (127 كيلو واط، 172 حصان) | 135 ميل في الساعة (217 كم / ساعة) | 9.2                                          | 5.41                    | 172                                   |
| 2.2 لتر ديزل I4   | 2179 سم مكعب | 200 حصاناً (149 كيلو واط، 203 حصان) | 140 ميل في الساعة (225 كم / ساعة) | 8.3                                          | 5.9                     | 155                                   |
| 2.7 لتر ديزل V6.0 | 2720 سم مكعب | 208 حصاناً (155 كيلوواط، 211 حصان)  | 139 ميل في الساعة (224 كم / ساعة) | 8.9                                          | 7.00                    | 223                                   |
| 3.0 لتر ديزل V6.0 | 2992 سم مكعب | 240 حصاناً (179 كيلو واط، 243 حصان) | 151 ميل في الساعة (243 كم / ساعة) | 7.7                                          | 6.19                    | 195                                   |

### المعرض

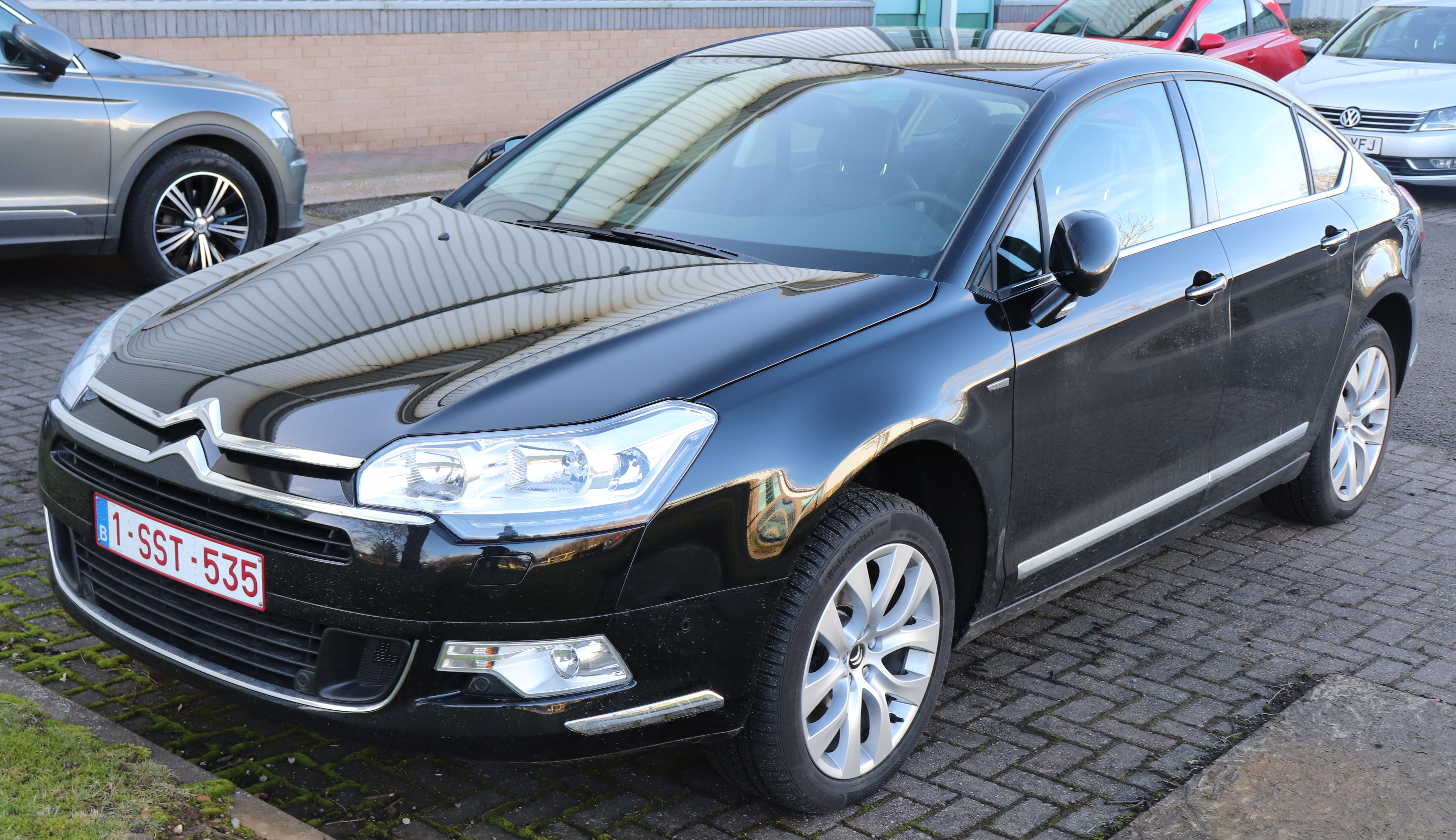
سيتروين سيدان سي 5 2017
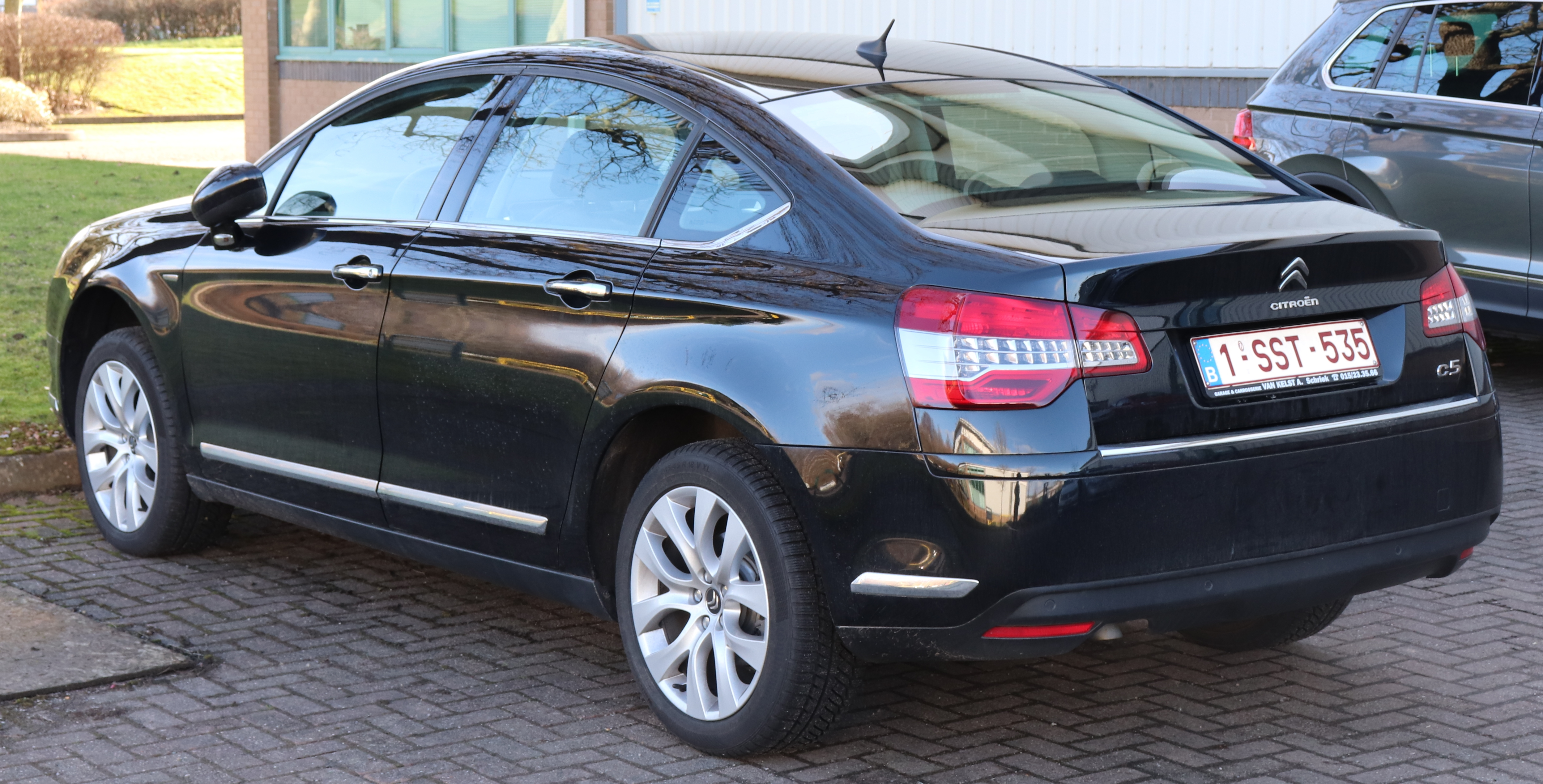
سيتروين سيدان سي 5 2017
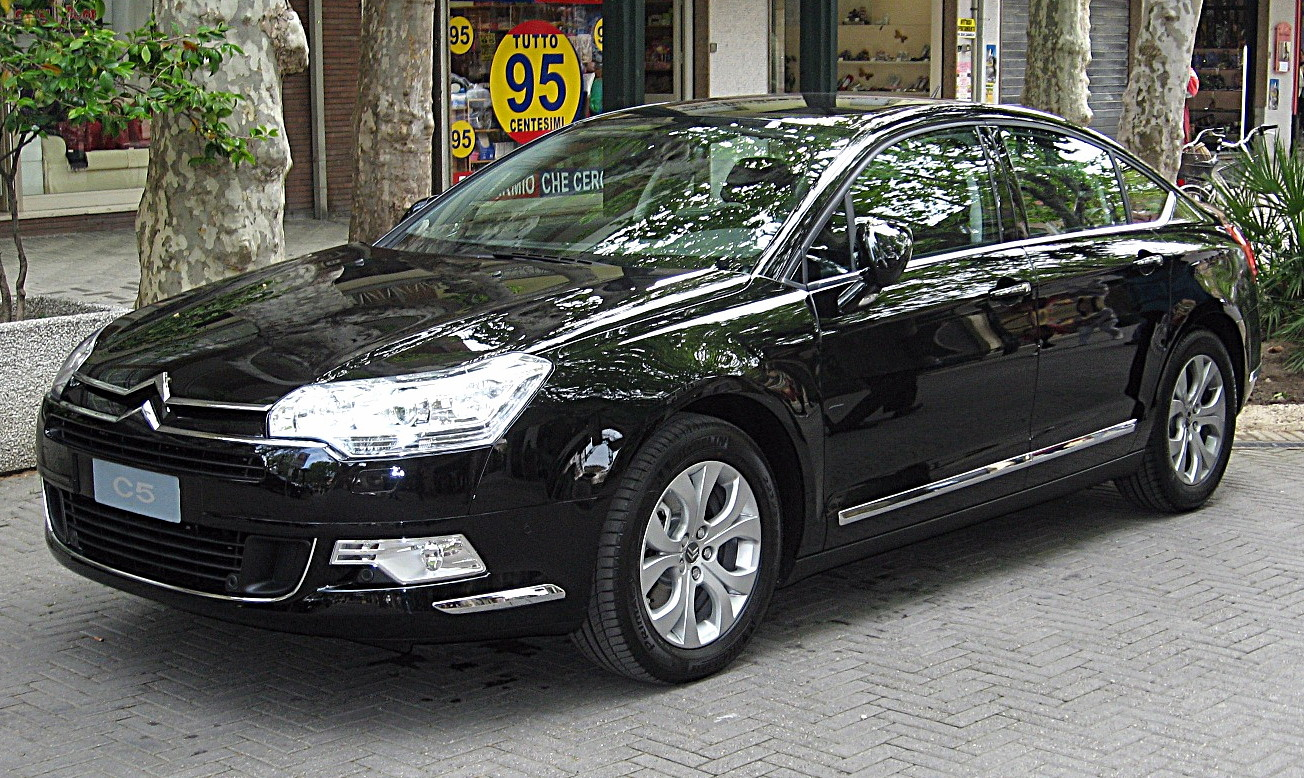
سيتروين سيدان سي 5 م.ك 2017
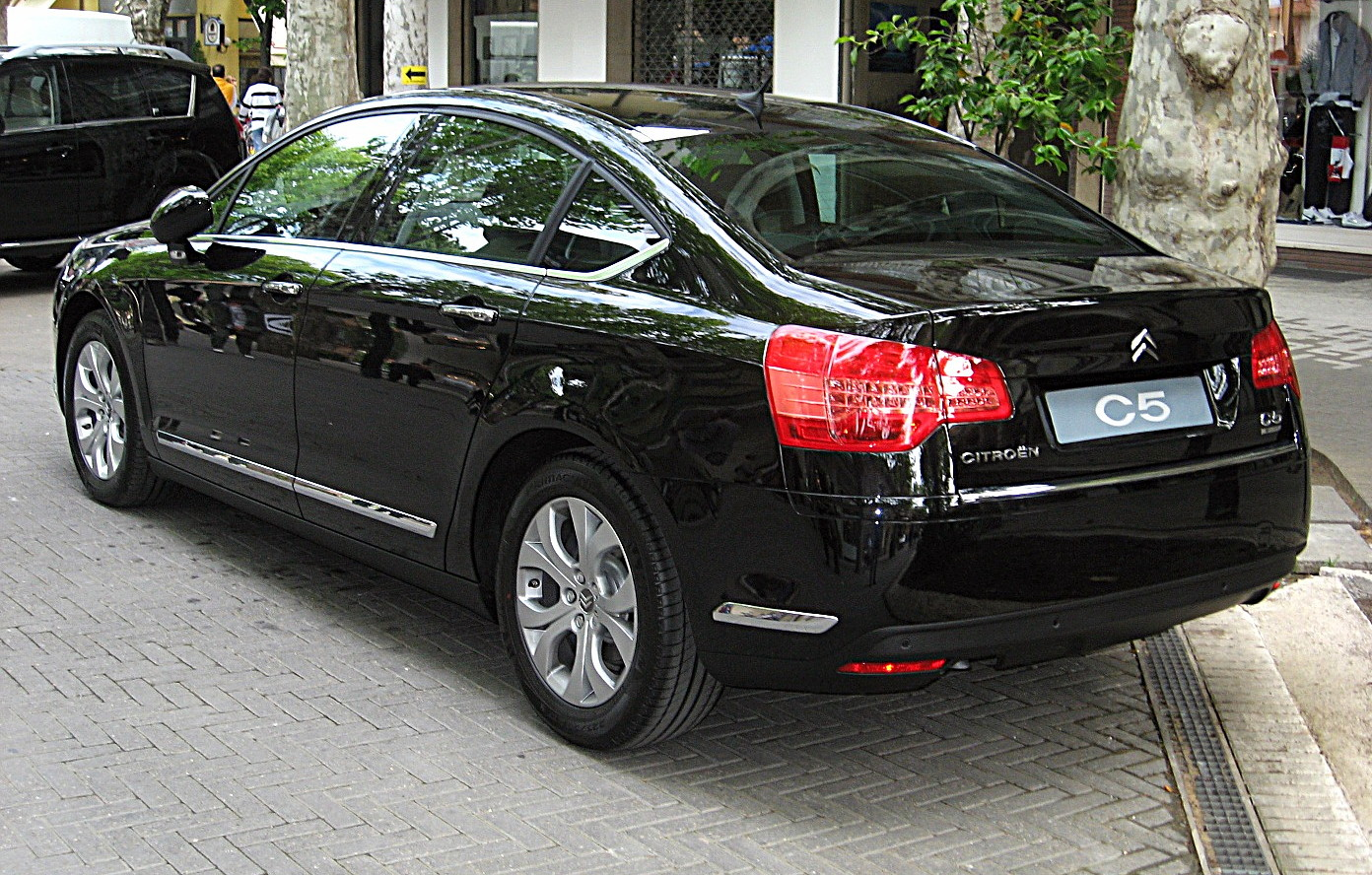
سيتروين سيدان سي 5 م.ك 2017
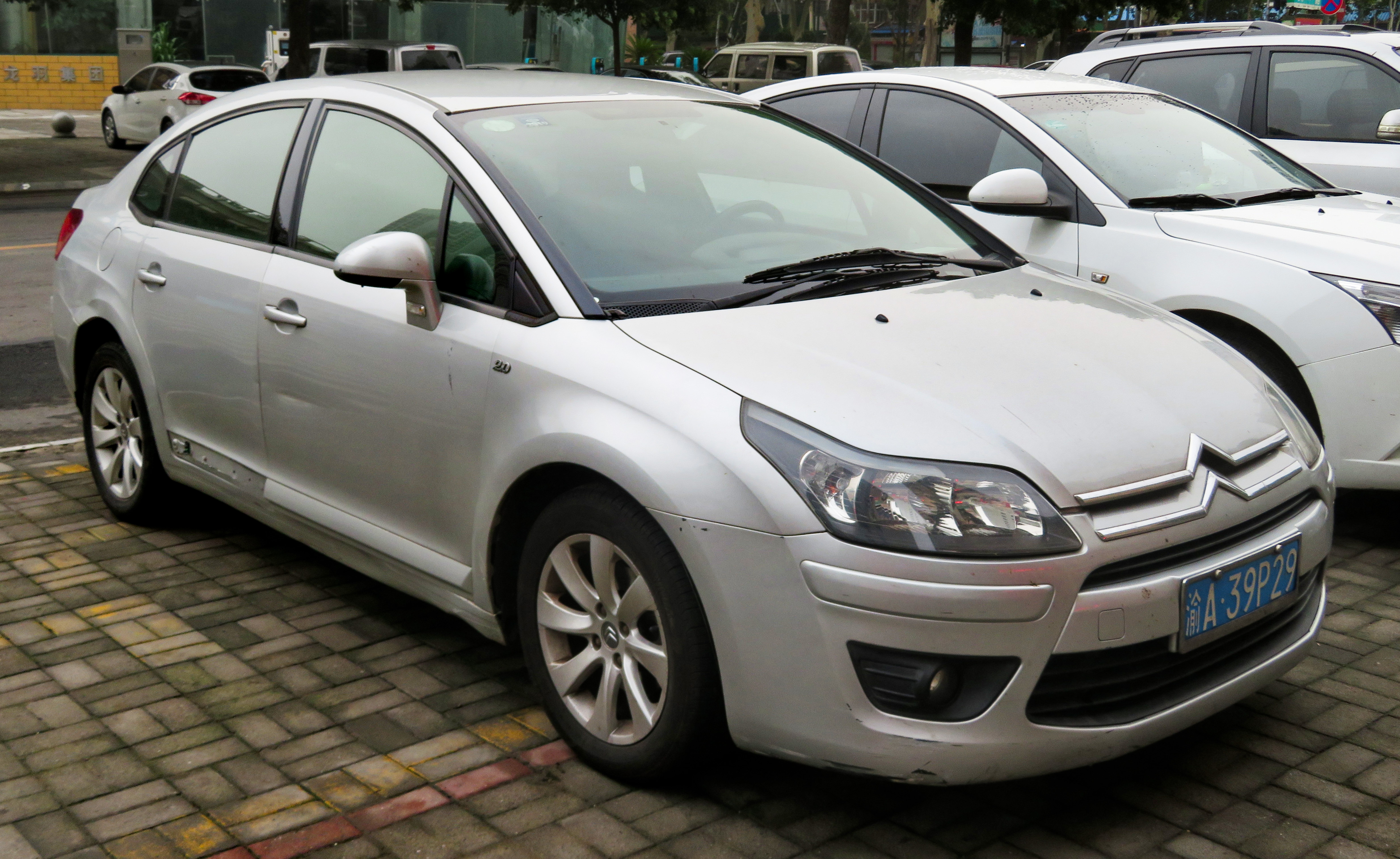
سيتروين سيدان سي 5 2010
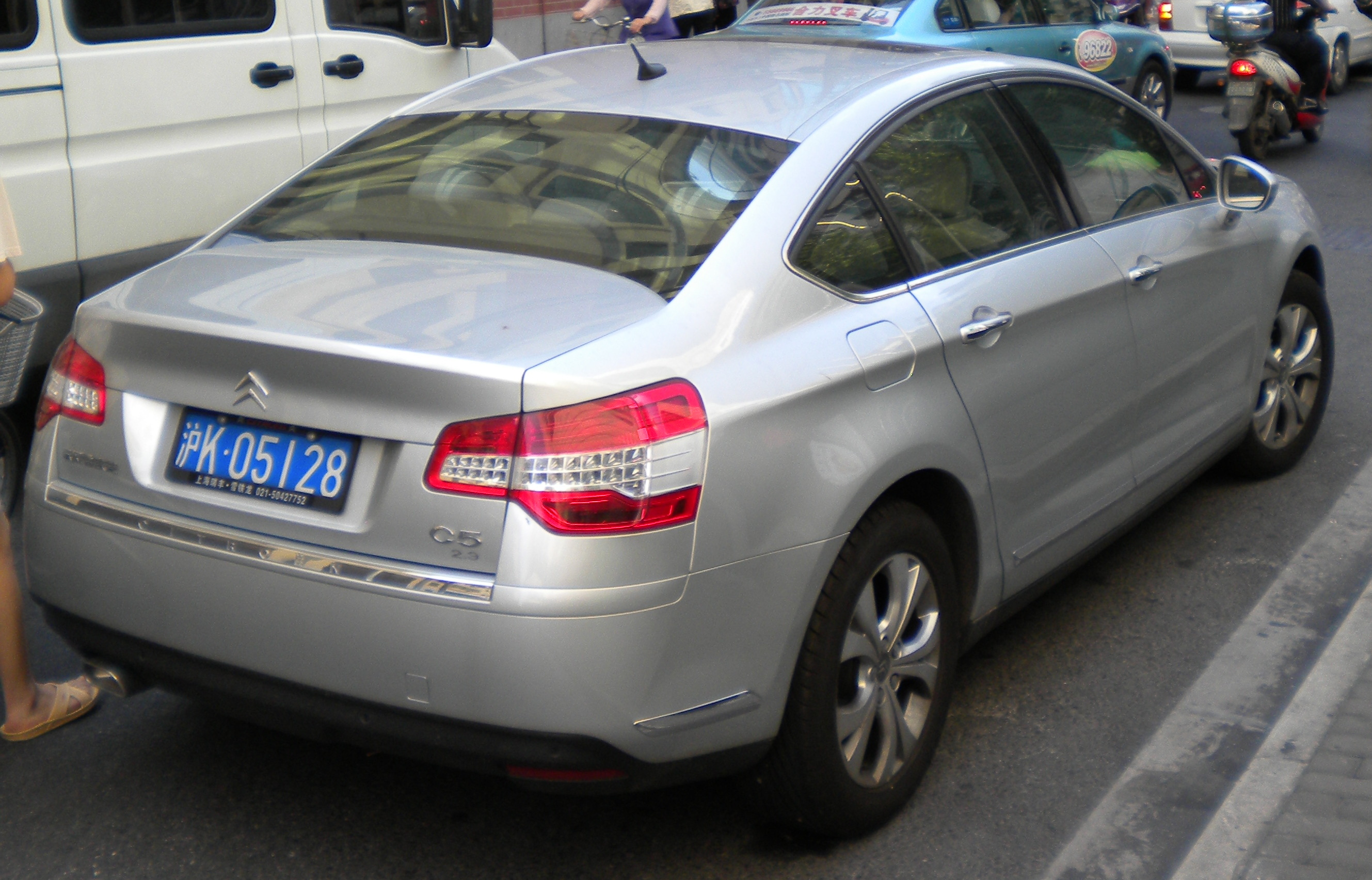
سيتروين سيدان سي 5 2010
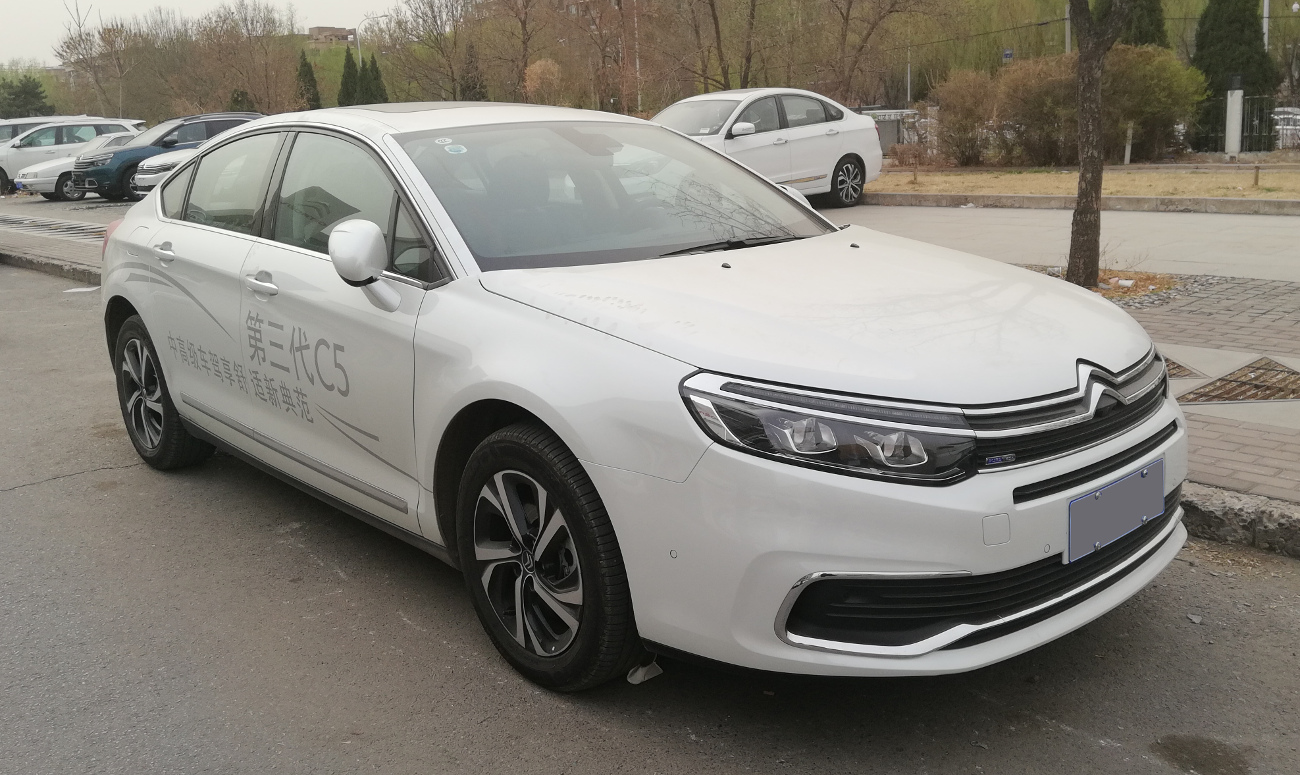
سيتروين سيدان سي 5 \ 2. 2018
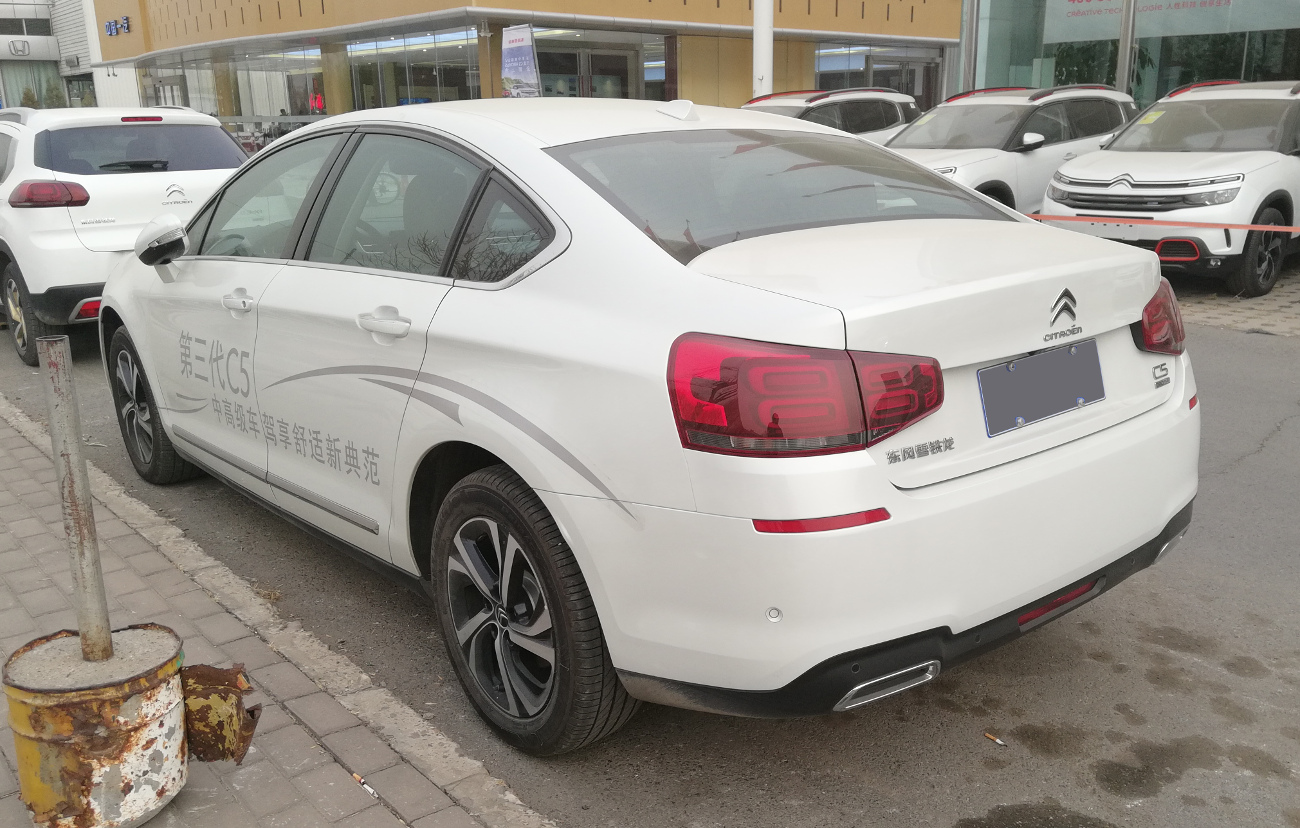
سيتروين سيدان سي 5 \ 2. 2018
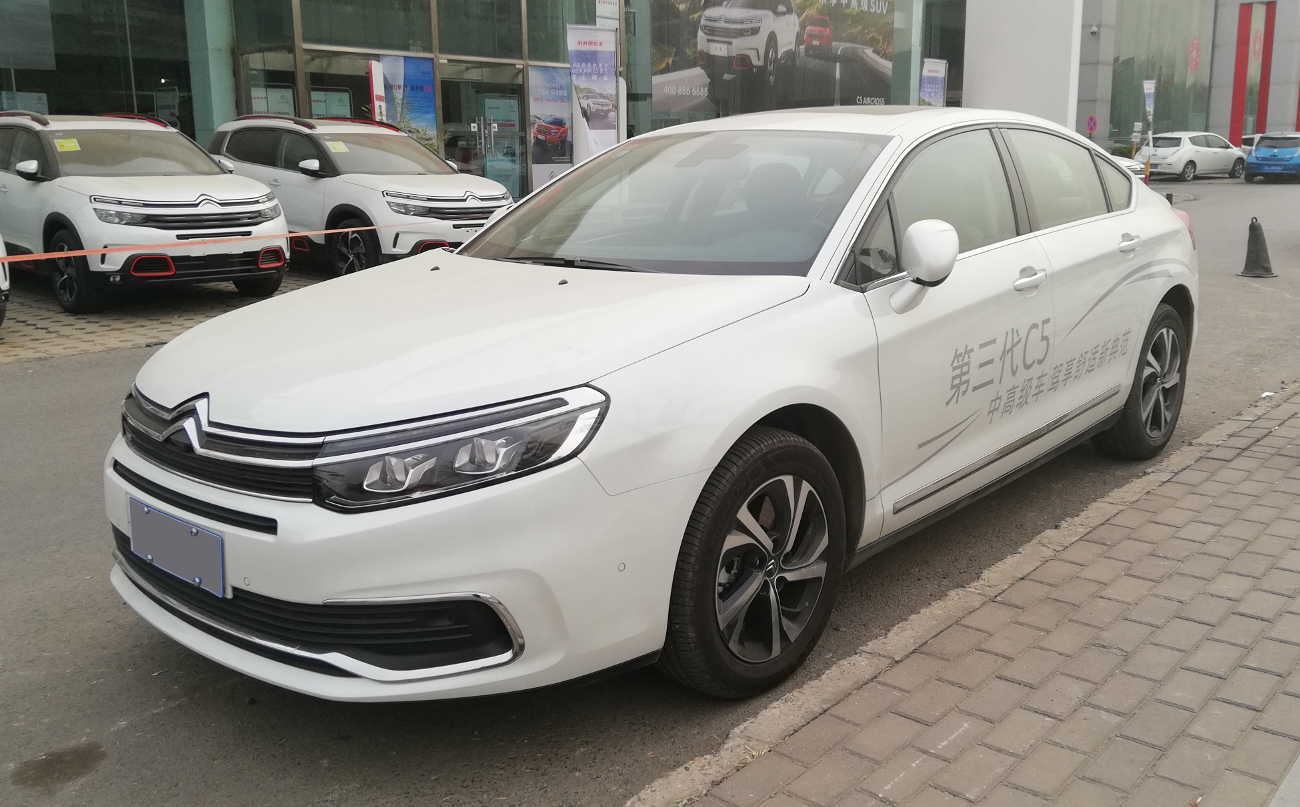
سيتروين سيدان سي 5 \ 2. 2018
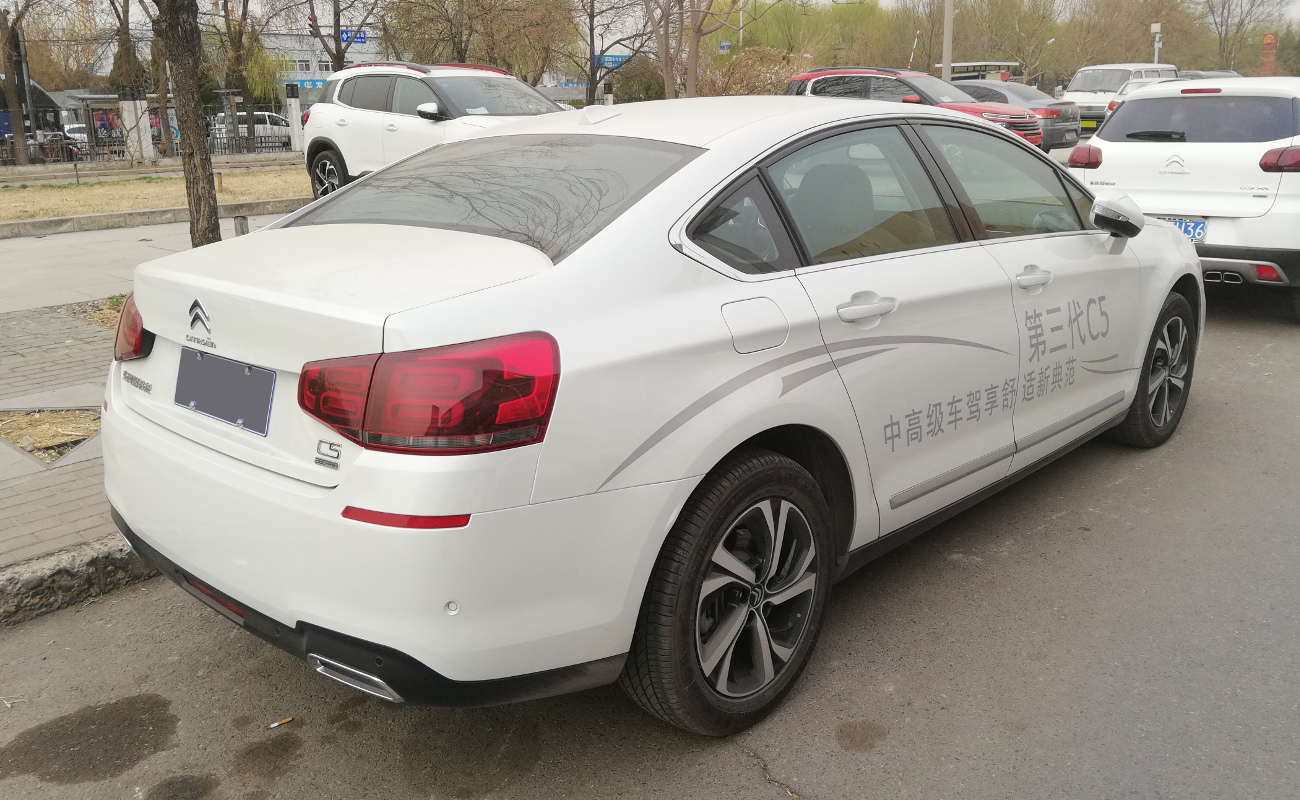
سيتروين سيدان سي 5 \ 2. 2018

## 2017 شد الواجهة في الصين
تتضمن عملية تجميل 2017 للجيل الثاني من سي 5 في الصين إعادة تصميم مع إعادة تصميم الواجهة الأمامية للسيارة بالكامل، وتضم مصابيح أمامية وشبكات ومصد جديد، وتعطيها وجهاً أمامياً محدثاً، وخلفية منقحة قليلاً بمصابيح خلفية جديدة.
تم تشغيل موديل 2017 سي 5 من شد الواجهة بنفس مجموعة المحركات المستخدمة في طراز ما قبل التجميل في الصين. تشمل خيارات المحرك محرك بنزين توربو سعة 1.6 لتر بقوة 167 حصان (124 كيلوواط) ومحرك أكبر 1.8 توربو بقوة 204 حصان (152 كيلو واط) وعزم دوران 207 رطل (280 نيوتن متر).
وسيتم تزاوج كلا المحركين حصرياً مع ناقل حركة أوتوماتيكي من ست سرعات، يعمل على العجلات الأمامية. لن يكون نظام التعليق الهيدروليكي المائي متاحاً في 2017 سي 5 حيث قررت سيتروين إسقاطه من محفظتها بسبب ارتفاع تكاليف الإنتاج وانخفاض طلب العملاء.

## المبيعات والإنتاج
| السنة | الإنتاج العالمي | المبيعات العالمية | الملاحظات                              |
| ----- | --------------- | ----------------- | -------------------------------------- |
| 2009  | سيُعلن لاحقاً     | 87,600            |                                        |
| 2010  | سيُعلن لاحقاً     | 116,000           |                                        |
| 2011  | 100,457         | 101,213           | إجمالي الإنتاج وصل إلى 1,120,615 وحدة. |
| 2012  | 72,500          | 76,300            | إجمالي الإنتاج وصل إلى 1,193,100 وحدة. |

## وصلات خارجية
- Official Citroën website
- Citroen C5 Owner's Manual (1st generation)